# Limnodrilus maumeensis
Limnodrilus maumeensis är en ringmaskart som beskrevs av Brinkhurst och Cook 1966. Limnodrilus maumeensis ingår i släktet Limnodrilus och familjen glattmaskar. Inga underarter finns listade i Catalogue of Life.